# Bee Gees Golden Stelet Best 6
A Bee Gees Golden Stelet Best 6 a Bee Gees együttes Japánban megjelent EP lemeze.

## Közreműködők
- Barry Gibb – ének, gitár
- Maurice Gibb – ének,  gitár, zongora, orgona, basszusgitár
- Robin Gibb – ének
- Alan Kendall – gitár
- Geoff Bridgeford – dob
- Colin Petersen – dob
- Vince Melouney – gitár
- stúdiózenekar Bill Shepherd vezényletével

## A lemez dalai
- Massachusetts  (Barry, Robin és Maurice Gibb) (1967), mono 2:19, ének: Barry Gibb, Robin Gibb
- World  (Barry, Robin és Maurice Gibb) (1967), mono 3:20, ének: Barry Gibb, Robin Gibb
- Tomorrow Tomorrow  (Barry és Maurice Gibb) (1969), mono 4:05, ének: Barry Gibb
- I’ve Gotta Get a Message to You  (Barry, Robin és Maurice Gibb) (1968), mono 2:59 , ének: Barry Gibb, Robin Gibb
- I Started a Joke  (Barry, Robin és Maurice Gibb) (1968), mono 3:03 , ének: Robin Gibb
- Words  (Barry, Robin és Maurice Gibb) (1967), mono 3:13, ének: Barry Gibb